# NGC 1841
NGC 1841 (другие обозначения — GCL 8, ESO 4-SC15) — старое шаровое скопление в созвездии Столовая Гора, расположенное в гало Большого Магелланова Облака.
Этот объект входит в число перечисленных в оригинальной редакции «Нового общего каталога».
Является очень старым и бедным металлами скоплением, похожим на M 92. Металличность [Fe/H] = −2,02, что соответствует содержанию металлов  менее 1% от солнечного. Имеются свидетельства уширения главной последовательности, что говорит о неоднородности звёздного населения в скоплении.